# Jason Brokerss
Jason Brokerss est le nom de scène d'un humoriste faisant du stand-up né à Troyes.

## Biographie
Il est le père de quatre enfants.

## Carrière
Après avoir fait des études de commerce, il fut délégué commercial.
Il commence le one-man-show vers 2013. Il a participé au Jamel Comedy Club.
Son spectacle Nouveau spectacle est mis en scène par Fary.

## Filmographie

### Séries télévisées
- 2024 : Enterrement de vie de garçon[5]

## Spectacles
- 2020 : 21e Seconde[6]
- 2025 : Grands garçons[2]
- 2025 : Nouveau spectacle